# Kébili Sud
La delegació o mutamadiyya de Kébili Sud (àrab: معتمدية قبلي الجنوبية, muʿtamadiyyat Qabilī al-Janūbiyya) és una delegació o mutamadiyya de Tunísia a la governació de Kébili, formada per la meitat de la ciutat de Kébili i per les viles situades al sud-oest i sud-est d'aquesta, de les quals la principal és Bazma. Cap a l'oest s'endinsa en el terreny erm del Chott El Djerid. Té una població de 28.390 habitants segons el cens de 2004.

## Administració
La delegació o mutamadiyya, amb codi geogràfic 63 51 (ISO 3166-2:TN-12), està dividida en nou sectors o imades:
- Kébili Sud (63 51 51)
- Bazma (63 51 52)
- Jemna Nord (63 51 53)
- Jemna Sud (63 51 54)
- Bechelli (63 51 55)
- Jersine (63 51 56)
- El Blidete (63 51 57)
- Beni Mehemed (63 51 58)
- Janoura (63 51 59)

Al mateix temps, forma part de la municipalitat o baladiyya de Kébili (63 11).